# Jerzy Treliński
Jerzy Treliński (ur. 9 września 1940 w Szewnej) – polski grafik, rysownik, malarz, performer oraz nauczyciel akademicki.  

## Życiorys
W 1967 ukończył Państwową Szkołę Sztuk Plastycznych w Łodzi (obecnie Akademia Sztuk Pięknych im. Władysława Strzemińskiego w Łodzi), gdzie potem w latach 1987-1989 kierował Katedrą Grafiki Projektowej, a w latach 1989-1992 był rektorem uczelni. Wówczas to uczelnia otrzymała nazwę Akademii Sztuk Pięknych. Wykładał również na Akademii Humanistyczno-Ekonomicznej w Łodzi. Jest członkiem założycielem Fundacji Rektorów Polskich na Rzecz Nauki Polskiej oraz członkiem łódzkiego oddziału Komisji Kultury i Sztuki Polskiej Akademii Nauk. Posiada tytuł profesora zwyczajnego.

## Twórczość
Artysta jest związany z nurtem sztuki konceptualnej. Do jego najbardziej znanych projektów zalicza się Autotautologie  – o sobie samym – nic. Projekt tworzony jest od 1972, opiera się na umieszczaniu przez artystę swojego nazwiska jako znaku graficznego – często wielokrotnie powtórzonego – na różnych przedmiotach (książce artystycznej, pocztówce, znaczku) i podczas rozmaitych akcji, także w przestrzeni publicznej (flagi dekorujące miasto, napis w pejzażu). Do najbardziej znanych wystąpień artysty zalicza się przemarsz w czasie pochodu pierwszomajowego z ogromnym transparentem „TRELIŃSKI” w 1974. Poprzez to Treliński chce zwrócić uwagę na znaczenie indywidualnego, niezależnego działania artystycznego. Kluczowym założeniem jest obecność artysty, stale podkreślana w jego pracach.
Brał udział w kilkuset wystawach, pokazach, sympozjach i plenerach. Prezentował swoje prace w wielu krajach Europy, Stanach Zjednoczonych, Ameryki Południowej oraz Azji. Jest również laureatem wielu nagród i wyróżnień, m.in. trzykrotnym stypendystą Ministra Kultury i Sztuki, a także pięciokrotnym laureatem Nagrody Ministra Kultury i Sztuki za osiągnięcia dydaktyczno-wychowawcze. W 2005 otrzymał Krzyż Kawalerski Orderu Odrodzenia Polski, a w 2010 Złoty Medal Zasłużony Kulturze Gloria Artis.